# Gorgišeli
Gorgišeli (ukr. Ґорґішелі); je peteročlana ukrajinska art rock grupa koju predvode dvije sestre Tamara (vokal, gitara) i Eteri Gorgišeli (vokal, bas-gitara), inače gruzijskog porijekla. Njihovo središte se nalazi u gradu Lavovu gdje imaju i prebivalište. Uglavnom pjevaju na ukrajinskom jeziku, i nešto manje na gruzijskom. Ostala tri člana grupe su: Oleksij Slobodjan (bubnjevi, udaraljke), Marjan Kozovij (gitara) i nešto poznatiji Oleg Džon Suk (klavijature). Grupa je osnovana 2005. godine.

## Nastupi i albumi
Glazbena grupa Gorgišeli od svog osnutka do 2010. imala je niz gostovanja na ukrajinskim festivalima širom Ukrajine. Gostovali su u poznatijem televizijskom projektu "Svježa krv" na M1 televiziji. Također su gostovali i na festivalima među svojim obožavateljima u Gruziji i Poljskoj. Grupa je 2006. sklopila ugovor s izdavačkom kućom Comp Music / EMI, nakon čega su snimili uspješan album "Amore". Prema glazbenim kritičarima uspjeh albuma je postignut radi ležernosti i originalnosti članova grupe. Drugi album "Live" izdan je 2008. godine.

## Vanjske poveznice
- Službene stranice grupe Gorgišeli
- Tekst pjesama grupe Gorgišeli (ukr.)
- Grupa Gorgišeli na ukrajinskim glazbenim stranicama (ukr.)